# Palm Valley (Texas)
Palm Valley é uma cidade localizada no estado norte-americano de Texas, no Condado de Cameron.

## Demografia
Segundo o censo norte-americano de 2000, a sua população era de 1298 habitantes.
Em 2006, foi estimada uma população de 1288, um decréscimo de 10 (-0.8%).

## Geografia
De acordo com o United States Census Bureau tem uma área de
1,6 km², dos quais 1,6 km² cobertos por terra e 0,0 km² cobertos por água.

## Localidades na vizinhança
O diagrama seguinte representa as localidades num raio de 8 km ao redor de Palm Valley.